# Oura
Oura är en ort i Australien. Den ligger i kommunen Wagga Wagga och delstaten New South Wales, i den sydöstra delen av landet, omkring 360 kilometer sydväst om delstatshuvudstaden Sydney. Antalet invånare är 382.
Närmaste större samhälle är Wagga Wagga, omkring 15 kilometer väster om Oura.
Trakten runt Oura består till största delen av jordbruksmark. Runt Oura är det glesbefolkat, med 12 invånare per kvadratkilometer. Genomsnittlig årsnederbörd är 867 millimeter. Den regnigaste månaden är mars, med i genomsnitt 113 mm nederbörd, och den torraste är oktober, med 42 mm nederbörd.